# Charle Cournoyer
Charle Cournoyer (ur. 11 czerwca 1991) – kanadyjski łyżwiarz szybki specjalizujący się w short tracku. Brązowy medalista olimpijski z Soczi.
Zawody w 2014 były jego pierwszymi igrzyskami olimpijskimi. Trzecie miejsce zajął w wyścigu na 500 metrów. W kadrze narodowej seniorów znajduje się od 2011. zdobywał medale mistrzostw świata w sztafetowej drużynie, złoto w 2013 i srebro w 2016.